# 马来西亚科学工艺部
马来西亚科学、工艺及革新部（简称“MOSTI”）是马来西亚的联邦政府部门，总部位于布城联邦行政中心。现任部长是来自公正党的郑立慷，于2020年3月10日宣誓。

## 历史
能源、科学、科技、气候变化及环境部于1973年成立，当时最初名为科技、研究及地方政府部。后来为了应付和环境有关的问题，便于1976年更名为科学、科技及环境部（MOSTE）。2004年3月27日的内阁改组后该部为配合国家朝向信息通信技术（ICT）和多媒体革新发展而改为科学、工艺及革新部（MOSTI）。2007年，该部将科学、工艺及革新部部下的类别细分为生物技术、信息通信技术、工业、海空和核心科技等。2016年10月3日，科学、工艺及革新部进行了改组，并更加注重推动研发和商业化的发展。2018年大选后，科学、工艺及革新部接纳了能源、绿色科技及水务部（KeTTHA）下的绿色科技和能源局和天然资源及环境部（NRE）的气候变化和环境局，整合为能源、科学、科技、气候变化及环境部（MESTECC）。2020年喜来登政变后，该部门再次易名为科学、工艺及革新部。

## 组织结构

### 马来西亚科学、工艺及革新部内设机构
马来西亚科学工艺部的组织结构为：
- 马来西亚科学工艺部长：郑立慷
  - 副部长：拿督尤索夫·阿达 
    - 秘书长：Dato' Ts. Dr. Hj. Aminuddin Bin Hassim 
      - 秘书长直辖 
        - 国际处
        - 法律科
        - 组织通讯科
        - 内部审计科
        - 廉政科

      - 副秘书长（工艺发展）：Datuk Ts. Dr. Mohd Nor Azman Hassan
        - 战略工艺及科学工艺实践处
        - 工艺升级及科研商业化处
        - 资金处
        - 国民微小工艺中心
        - 马来西亚疫苗发展项目管理办公室

      - 副秘书长（规划及科学文化）：Ruziah Binti Shafei
        - 策略规划处
        - 马来西亚科学及技术信息中心（MASTIC）
        - 科学工艺革新文化及服务处
        - 航天管理处
        - 国家天文馆
        - 国家科学官

      - 高级秘书（管理）：Ooli Gunalan a/l Manickam
        - 人力资源管理处
        - 财务处
        - 发展处
        - 会计处
        - 信息技术管理处
        - 行政处

### 附属联邦部门
1. 国家航天局（MYSA）
2. 马来西亚核子能机构（Nuklear Malaysia）
3. 马来西亚化学局（Kimia Malaysia）
4. 原子能局（Atom Malaysia）

### 附属法定机构
1. 马来西亚科学研究院（ASM）
2. 马来西亚科技专家局（MBOT）

## 属下机构
1. 原子能执照局 (LPTA)，或Lembaga Perlesenan Tenaga Atom（官方网站 （页面存档备份，存于））
2. 马来西亚化学局 (JKM)，或Jabatan Kimia Malaysia（官方网站 （页面存档备份，存于））
3. 马来西亚核能研究所，或Malaysian Nuclear Agency（官方网站 （页面存档备份，存于））
4. 国家航天局 (MYSA)，或Malaysian Space Agency（官方网站 （页面存档备份，存于））[3]